# Leprosy (álbum)
Leprosy es el segundo álbum de estudio de la banda estadounidense de death metal Death. El álbum fue publicado el 16 de noviembre de 198812. En este trabajo se puede apreciar un sonido más técnico y elaborado que en su predecesor. El contenido de las letras de este álbum habla, principalmente, acerca de la miseria, la tragedia, el terror y la muerte que debe soportar el ser humano.
A diferencia de Scream Bloody Gore, que tenía sólo a Chuck en la guitarra, en este álbum, Death, ya contaba con un guitarrista adicional, Rick Rozz.
Quien estuvo detrás de la batería ahora sería Bill Andrews, en reemplazo de Chris Reifert, quien se había marchado para formar su propia banda, Autopsy, otros grandes pioneros en esta rama.

## Listado de canciones
| Leprosy |                  |                  |                             |                  |          |  |
| N.º     | Título           | Letras           | Música                      | Escritor(es)     | Duración |  |
| 1.      | «Leprosy»        | Chuck Schuldiner | Chuck Schuldiner            | Chuck Schuldiner | 6:20     |  |
| 2.      | «Born Dead»      | Chuck Schuldiner | Chuck Schuldiner, Rick Rozz | Chuck Schuldiner | 3:27     |  |
| 3.      | «Forgotten Past» | Chuck Schuldiner | Chuck Schuldiner, Rick Rozz | Chuck Schuldiner | 4:36     |  |
| 4.      | «Left to Die»    | Chuck Schuldiner | Chuck Schuldiner, Rick Rozz | Chuck Schuldiner | 4:38     |  |
| 5.      | «Pull the Plug»  | Chuck Schuldiner | Chuck Schuldiner            | Chuck Schuldiner | 4:27     |  |
| 6.      | «Open Casket»    | Chuck Schuldiner | Chuck Schuldiner, Rick Rozz | Chuck Schuldiner | 4:56     |  |
| 7.      | «Primitive Ways» | Chuck Schuldiner | Rick Rozz                   | Chuck Schuldiner | 4:33     |  |
| 8.      | «Choke On It»    | Chuck Schuldiner | Chuck Schuldiner, Rick Rozz | Chuck Schuldiner | 5:54     |  |
| 38:51   |                  |                  |                             |                  |          |  |

## Pistas adicionales
| Leprosy - Relanzamiento europeo Century Media 2008 |                            |                  |                             |                  |          |  |
| N.º                                                | Título                     | Letras           | Música                      | Escritor(es)     | Duración |  |
| 1.                                                 | «Open Casket (En vivo)»    | Chuck Schuldiner | Chuck Schuldiner, Rick Rozz | Chuck Schuldiner | 4:49     |  |
| 2.                                                 | «Choke on It (En vivo)»    | Chuck Schuldiner | Chuck Schuldiner, Rick Rozz | Chuck Schuldiner | 5:50     |  |
| 3.                                                 | «Left to Die (En vivo)»    | Chuck Schuldiner | Chuck Schuldiner, Rick Rozz | Chuck Schuldiner | 4:35     |  |
| 4.                                                 | «Pull the Plug (En vivo)»  | Chuck Schuldiner | Chuck Schuldiner            | Chuck Schuldiner | 4:26     |  |
| 5.                                                 | «Forgotten Past (En vivo)» | Chuck Schuldiner | Chuck Schuldiner, Rick Rozz | Chuck Schuldiner | 4:33     |  |
| 63:01                                              |                            |                  |                             |                  |          |  |

## Créditos
- Chuck Schuldiner –  Guitarra, bajo y voz
- Rick Rozz – Guitarra
- Bill Andrews –  Batería
- Dan Johnson – Producción musical
- Scott Burns – Producción musical y mezcla de audio
- Michael Fuller – Masterización
- Eric Greif –  Representante artístico
- Frank White – Fotografía
- David Bett –  Director de arte gráfico
- Edward Repka – Arte gráfico y diseño
- Alan Douches - remasterización y remezcla (reedición de 2014)